# له زوریبل سرنت
لِه زُریبل سِرنِت (به انگلیسی: Les Horribles Cernettes) گروه موسیقی سوئیسی بود.
تصویری از لِه زُریبل سِرنِت اولین تصویر عکاسی از یک گروه بود که در وب جهانی در سال ۱۹۹۲ منتشر شد.